# Выползов, Андрей Александрович
Андре́й Алекса́ндрович Вы́ползов (род. 2 октября 1975, Актау, Карагандинская область) — российский журналист, публицист, генеральный директор автономной некоммерческой организации «Центр по развитию прикладных геополитических исследований на евразийском пространстве «Стан» (сокращённо АНО «Стан-Центр»), г. Калининград (с 2022), главный редактор информационно-аналитического портала «НьюсБалт» (2011—2021).

## Биография
Андрей Александрович Выползов родился 2 октября 1975 года в посёлке Актау города Темиртау Карагандинской области Казахской ССР, ныне Республика Казахстан.
С 1980 по 1992 год проживал в селе Половинном Целинного района Курганской области (автор сайта об истории села Polovinnoe.ru).
В 1992 году поступил и в 1997 году окончил исторический факультет Курганского государственного университета. 
В журналистике с 1995 года. В 1995—1998 годах работал репортёром отдела информации «Субботней газеты» в городе Кургане.
С 1998 года по настоящее время проживает в городе Калининграде Калининградской области. После переезда в Калининград в 1998 году, устроился корреспондентом в калининградское представительство «Комсомольской правды». Работая в «КП», стал первым журналистом в России, нашедшим тёщу избранного в 2000 году президента Владимира Путина — Екатерину Тихоновну Шкребневу, взяв у ней интервью. После этого материала в Калининград к «тёще Путина» началось паломничество иностранных СМИ, и как вспоминал Выползов, «я им пересказывал про тёщу всякие байки да перепродавал фотки».
В 2002—2018 годах Выползов работал собкором информационного агентства «Regnum» в Калининграде.
В 2003 году стал фигурантом дела, возбужденного следственным управлением УВД Калининградской области по ч. 2 ст. 129 УК РФ («Клевета, содержащаяся в СМИ»). Речь шла о распространённом в интернете анонимном письме «Группы честных сотрудников правоохранительных органов», в котором утверждалось, что начальник УВД Калининградской области генерал-майор Сергей Андреевич Кириченко связан с организованной преступностью. 6 ноября 2003 года в квартире Выползова был произведён обыск и выемка компьютера, в которых участвовали сразу шесть сотрудников отдела по борьбе с оргпреступностью. Впоследствии обыски прошли и в региональном представительстве «Комсомольской правды — Калининград», где Выползов работал криминальным репортёром. Протестуя против оперативно-следственных мероприятий, Выползов с коллегами сели на асфальт, пытаясь преградить дорогу милицейской машине.
13 апреля 2006 года во время губернаторства Георгия Валентиновича Бооса у Выползова, на тот момент — собкора информационного агентства «Регнум», была изъята аккредитационная карта, дававшая право входить в администрацию Калининградской области. Впоследствии редакция «Регнума» подала в суд на действия сотрудников Управления вневедомственной охраны УВД Калининградской области и чиновников правительства Калининградской области, а незаконное лишение аккредитации Выползова стало предметом обсуждения на слушаниях «СМИ как институт гражданского общества: взаимоотношения с властью, права и ответственность журналиста» под председательством Павла Николаевича Гусева. На слушаниях известный калининградский журналист Арсений Анатольевич Махлов назвал Выползова «совершенно ярким журналистом, которого знают все, кто здесь сидит».
С марта 2011 был главным редактором информационно-аналитического портала «НьюсБалт» из Калининграда (по решению учредителей, действие сетевого издания «Информационно-аналитический портал «NewsBalt» прекращено Роскомнадзором с 20 октября 2021 года).
В августе 2018 года Выползов был уволен из информационного агентства «Регнум» из-за публикации на личной странице в «Фейсбуке» фотографии с памятником Владимиру Путину, хранящимся в гараже депутата Госдумы Александра Владимировича Ильтякова. О взаимосвязи увольнения и позирования со скульптурой Путина Znak.com рассказал сам журналист. Как уточнял «Сноб», в редакции «Регнума» «Выползова упрекнули в том, что он использует образ президента для самопиара».
5 октября 2018 года Выползов был депортирован из Латвии, куда прилетел рейсом airBaltic Калининград — Рига. Выяснилось, что въезд в Латвии журналисту запрещён на основании приказа главы МВД Латвии Рихарда Козловскиса от 12 июня 2014 года, как лицо, которое «представляет угрозу национальной безопасности Латвии».
Работал в газете «Совершенно секретно» и информационном агентстве EADaily, позиционируя себя в этих изданиях в качестве европейского обозревателя. Стартапы Выползова в Калининградской области: новостной портал «Клопс» (2006), газета «Вечерний трамвай» (2009), информационно-аналитический портал «НьюсБалт» (2011).
С 2019 года работает обозревателем Агентства федеральных расследований FLB.ru.
С июля 2022 года генеральный директор автономной некоммерческой организации «Центр по развитию прикладных геополитических исследований на евразийском пространстве «Стан» (сокращённо АНО «Стан-Центр»).

## Общественная деятельность
В 2016 году Выползов инициировал флешмоб благодарности жителям польского города Жешува за их гражданскую позицию в деле сохранения памятника солдатам Красной армии. Россияне фотографировались в соцсетях с плакатами с надписью по-польски Dziękujemy Rzeszowowi za pamięć («Спасибо Жешуву за память»). Акция пошла из Калининграда, затем к флэшмобу присоединились тысячи людей из России, в том числе мэр Москвы Сергей Семёнович Собянин.
В 2020 году во время первой волны пандемии COVID-19 Андрей Выползов организовал запись видеороликов, на которых поляки, а затем россияне приглашали друг друга в гости, «когда закончится „коронавирусная нагонка“».
С 2020 года при поддержке Управления по физической культуре и спорту Курганской области Андрей Выползов проводит зауральский межрегиональный чемпионат по решению шахматных задач и этюдов «Ваш ход, зауральцы!». Победителям первенства 2020 года были вручены экземпляры энциклопедического словаря «Шахматы» с автографом его автора, двенадцатого чемпиона мира по шахматам Анатолия Карпова. В 2021 году все участники шахматного турнира в качестве приза получили авторское издание Выползова «Неслышная музыка шахмат» (брошюра сделана в виде календаря на 2022 год), рассказывающее о жизни и творчестве 12-ти выдающихся шахматных композиторов России.
Осенью 2020 года инициировал сбор средств для увековечивания памяти детского советского поэта Леонида Ивановича Куликова, который проживал с 1941 по 1961 год на малой Родине журналиста в селе Половинном Целинного района Курганской области. В результате у села был установлен памятный стенд поэту.
В декабре 2021 года в честь 30-летия независимости Казахстана Выползов инициировал в Калининградской области необычную акцию: вместе со студентами, уроженцами крупнейшей центральноазиатской республики, выложил из гранитных камней на берегу Балтийского моря государственный флаг Казахстана. «Этим творческим жестом мы хотели показать масштабы нашего общего евразийского пространства», — прокомментировал Выползов порталу «Спутник-Казахстан».

### Статьи о «германизации Калининградской области»
Региональную скандальность Андрей Выползов получил, борясь с так называемой «германизацией Калининградской области». В частности, в 2016—2017 годах в информационном агентстве «Регнум» вышла серия соответствующих статей Выползова. Кроме того, на портале «НьюсБалт», генеральным директором которого являлся Выползов, была создана рубрика «Онемечивание Калининграда» (архив), где опубликовано более 50 критических материалов о «германизации Калининградской области». Известный публицист Олег Кашин в интервью Deutsche Welle охарактеризовал эти публикации «впечатляющей подборкой», а «Комсомольская правда-Калининград», подводя итоги 2016 года, назвала споры о ползучей германизации — «дискуссией года». Вместе с тем, многие эксперты высказывали мнения о надуманности «германизации» Калининградской области. В частности, представительство МИД РФ в Калининграде заявляло, что «единственной целью этих „смелых“ и „патриотичных“ публикаций является дешёвый пиар, а такие заявления в целом противоречат проводимой Российской Федерацией политике добрососедства и сотрудничества с Германией и создают благодатную почву для появления дальнейших необоснованных „разоблачений“ со стороны жителей Калининградской области, очевидно, не опасающихся наступающей за это ответственности». По мнению Николая Николаевича Цуканова, на тот момент полпреда президента в СЗФО, «нам пытаются навязать ненужную дискуссию; калининградцы прекрасно знают, что никакой „германизации“ в реальной жизни региона не существует».
Тем не менее, одним из ключевых последствий публикаций стало увольнение (фактически с подачи Выползова) в сентябре 2018 года из Балтийского федерального университета им. И. Канта доцента, кандидата социологических наук Анны Викторовны Алимпиевой. Увольнению предшествовало анонимное письмо от некоего студента БФУ, опубликованное на портале «НьюсБалт», который возглавлял Выползов. В письме студент (которого многие эксперты посчитали вымышленным) заявлял о том, что «вместе со знаниями о предмете социологии прививаются такие идеи как чрезмерная толерантность к гомосексуализму, оппозиционный настрой к нынешней власти, идея независимости Калининградской области от Москвы». Выползова поддержал телеканал «Россия-24», выпустив сюжет, в котором говорилось, что «Выползов настолько всё подробно рассказывает, что не может быть фейк». Под открытым письмом в поддержку Анны Алимпиевой подписались 86 сотрудников БФУ им. И. Канта, заявив о неприемлемости «практики публикации анонимных доносов». Спустя год после скандала Алимпиева была уволена из федерального университета. Формально с ней не был продлён контракт, поскольку кадровая комиссия выбрала другого преподавателя, однако сама Алимпиева считает, что её увольнение взаимосвязано с «письмом студента». В интервью «Новой газете» она заявила, что «по гамбургскому счету я ожидала (увольнения), и, собственно, такой намёк прозвучал год назад, когда мне сказали, что любого сотрудника университета можно уволить по формальным критериям».
Вместе с тем, 17 августа 2021 года глава МИД России Сергей Викторович Лавров, выступая в Калининграде перед студентами и преподавателями Балтийского федерального университета им. Канта, заявил: «Мы знаем, что некоторые наши зарубежные партнёры, идеологи, пытаются насаждать так называемую „кёнигсбергскую идентичность“. Мы приветствуем сотрудничество по линии гражданских обществ, если оно на самом деле продиктовано желанием развивать контакты между людьми, помогать им общаться, дружить. Но если под видом деятельности различных институтов гражданских обществ будут наблюдаться, как это часто бывает, попытки вмешаться в наши внутренние дела под вывеской народной дипломатии, таких попыток мы, конечно, не оставим без реакции. Мы их не потерпим». Фактически Лавров дезавуировал сообщение своих подчинённых из представительства МИД РФ в Калининграде пятилетней давности о «дешёвом пиаре» на теме германизации.
Спустя семь лет негативные последствия германизации Калининградской области признали уже члены регионального совета по туризму. Так, 15 декабря 2023 года директор Музея Мирового океана Светлана Геннадьевна Сивкова заявила на совете: «Что мы читаем, что мы дарим, что увозят туристы — это катастрофа на самом деле. Просто простите, это не Калининград, это какая-то жуткая кёнигсбергщина».
Выползов как «антигерманизатор» стал одним из героев книги польской журналистки Паулины Сигень „Miasto bajka“ («Город-сказка»). В интервью «Новому Калининграду» автор книги сказала: «Поскольку когда-то мне удалось пообщаться с Выползовым по этой теме, я решила использовать наш разговор, потому что это тоже определённый голос, и он про прошлое и про отношение к этому прошлому. И мне кажется, он имеет право быть и, наверное, не покажется польскому читателю каким-то абсолютно непонятным. Думаю, что хватает поляков, которые похоже рассматривают вопросы немецкого наследия в Польше».

## Награды и звания, премии
Выползов – призёр международных журналистских конкурсов. 
- Призёр конкурса журналистов «ЕС — 50», III премия в номинации «Печать/онлайн» за интервью с главой приграничного с Польшей города Озёрска Сергеем Кирилловичем Кузнецовым под заголовком «Почему бы не придать Калининградской области статус заграничной территории?», 17 июня 2008 года, награду вручал глава представительства Европейской комиссии в Москве Марк Франко[42].
- Призёр конкурса «Независимость Казахстана и Елбасы», третье место в номинации «Лучшая публикация в зарубежных СМИ», декабрь 2021 года, единственный журналист из России, занявший призовое место[43].

## Работы

### Книги
- «Прокуратура Калининградской области. 70 лет на страже закона» / авт.-сост. А. А. Выползов, под общ. ред. С. В. Табельского. — Калининград: «Аксиос», 2016 год. — 160 с. — 1000 экз. ISBN 978-5-91726-114-0

### Публикации
- Публикации в «Совершенно секретно»
- [eadaily.com/ru/author/andrey-vypolzov Публикации в EADaily]
- Публикации в Агентстве федеральных расследований FLB.ru
- Публикации в «Регнуме»

## Семья
Отец Александр Михайлович Выползов, мать Людмила Николаевна.
Жена Людмила Валерьевна Ботвина, дочь Ульяна Выползова.